# Agnes Lam
Agnes Lam (en chinois 林玉鳳), née le 7 mars 1972, est une poétesse, éducatrice, journaliste et femme politique de Macao.
Journaliste, elle rédige également plusieurs chroniques dans les journaux de Macao et publie plusieurs recueils de poésie. Elle enseigne le journalisme à l'Université de Macao, où elle devient la vice-doyenne de la Faculté des sciences sociales. Elle dirige le Centre de communication de l'université.
En tant que membre puis présidente du parti de l'Observatoire civique (centriste), elle est élue députée à l'Assemblée législative de Macao lors de l'élection de l'Assemblée législative de 2017 ; elle est la seule membre de son parti à être élue, et n'est pas réélue ensuite.
Ses écrits, principalement des recueils de poésie et de publications sur l'histoire de la presse écrite en Chine, remportent plusieurs prix en Chine et à Macao.

## Biographie

### Jeunesse
Agnes Lam naît le 7 mars 1972 à Macao. Ses parents avaient quitté la Chine continentale pour s'installer à Macao. Son père travaille d'abord dans la construction et la restauration avant de pouvoir acheter des terres agricoles à Areia Preta. Agnes Lam est d'une fratrie de neuf enfants ; elle peut fréquenter l'université à condition d'aider ensuite à financer l'éducation de ses frères et sœurs.

### Journalisme
Agnes Lam obtient son diplôme de journalisme à l'Université de Macao en 1991. Elle travaille ensuite pour la chaîne Teledifusão de Macau, devenant journaliste de télévision à plein temps en 1994. Elle couvre d'abord des événements locaux, comme l'ouverture de l'aéroport de Macao et les visites à Macao de dirigeants étrangers. Elle anime une émission télévisée hebdomadaire, Witnessing the Handover, qui dure jusqu'en 1999.

### Éducation
À la suite de son travail dans le journalisme, Agnes Lam obtient une maîtrise et un doctorat de l'Université de Pékin, étudiant le développement de la presse écrite chinoise et portugaise à Macao. Elle rejoint en 1997 le corps enseignant du Département de communication de l'Université de Macao, où elle enseigne le journalisme.
Elle est nommée vice-doyenne de la faculté des sciences sociales de l'Université de Macao. Plus tard, elle contribue à la création du Département de communication de l'université ; elle y enseigne et dirige aussi le Centre de communication,.

### Politique
Agnes Lam rejoint le parti centriste Macau Civic Power, dont elle devient plus tard la présidente, et fait campagne pour un siège à l'Assemblée législative de Macao, échouant en 1999 et en 2003. Elle est finalement élue députée à l'Assemblée législative lors de sa troisième campagne en 2017,,. Elle reste en fonction jusqu'en 2021, date à laquelle elle mène une campagne de réélection infructueuse,.

### Écrits
Agnes Lam écrit dix ouvrages. Son œuvre la plus remarquable, publiée en 2015, est une histoire de la presse à Macao, intitulée Le début de l'histoire de la presse chinoise moderne : l'histoire de la presse de Macao 1557-1840.
Elle publie aussi quatre recueils de poésie : A Pond in the Sky : Selected and New Poems (Association of Stories in Macao, 2013), Water Wood Pure Splendor (Asia 2000, 2001), Woman to Woman and Other Poems (Asia 2000, 1997) et Coquelicots au bord de l'autoroute (Chinese University Press, 2018).
Elle est la vice-présidente du PEN de Macao.

## Récompenses et honneurs
- 1999 – Champion du Prix de littérature de Macao (séance de poésie) pour « This City I Come From »[9].
- 2008 – Honorary Fellow en écriture, Université de l'Iowa[8].
- 2009 – Mention élogieuse, Bureau des affaires intérieures, gouvernement de Hong Kong[8].
- 2019 – Catégorie Monographie des sciences humaines et sociales de Macao pour Le début de l'histoire de la presse chinoise moderne : Histoire de la presse de Macao 1557-1840 [10]
- 2021 – Ministère de l'Éducation, Chine – Huitième prix pour la recherche scientifique exceptionnelle dans l'enseignement supérieur (sciences humaines et sociales), Macao pour Le début de l'histoire de la presse chinoise moderne : Histoire de la presse de Macao 1557-1840[11].

## Principales œuvres
- Femme à femme et autres poèmes, Hong Kong, 1997  (ISBN 9-627-16051-2).
- Bois d’eau pure splendeur, Hong Kong, 2001  (ISBN 9-628-78301-7).
- Devenir poètes : l'expérience anglaise asiatique, Berne, Peter Lang AG, Internationaler Verlag der Wissenschaften, 2014  (ISBN 9-783-03510-7227).
- Le début de l’histoire de la presse chinoise moderne : l’histoire de la presse de Macao, 1557-1840, 2015.
- Coquelicots au bord de l'autoroute, Hong Kong, Presses universitaires chinoises, Baltimore, Maryland, 2017  (ISBN 9-789-88237-7332).